# Episodi di House of the Dragon (seconda stagione)
La seconda stagione della serie televisiva House of the Dragon, composta da otto episodi, è stata trasmessa sul canale statunitense HBO dal 16 giugno al 4 agosto 2024.
In Italia, la stagione è andata in onda in prima visione sul canale satellitare Sky Atlantic dal 17 giugno al 5 agosto 2024.

Sigla della seconda stagione

| nº | Titolo originale            | Titolo italiano                  | Prima TV USA   | Prima TV Italia |
| -- | --------------------------- | -------------------------------- | -------------- | --------------- |
| 1  | A Son for a Son             | Un figlio per un figlio          | 16 giugno 2024 | 17 giugno 2024  |
| 2  | Rhaenyra the Cruel          | Rhaenyra la crudele              | 23 giugno 2024 | 24 giugno 2024  |
| 3  | The Burning Mill            | Il mulino in fiamme              | 30 giugno 2024 | 1º luglio 2024  |
| 4  | The Red Dragon and the Gold | Il drago rosso e il drago dorato | 7 luglio 2024  | 8 luglio 2024   |
| 5  | Regent                      | Reggente                         | 14 luglio 2024 | 15 luglio 2024  |
| 6  | Smallfolk                   | Il popolo                        | 21 luglio 2024 | 22 luglio 2024  |
| 7  | The Red Sowing              | La semina rossa                  | 28 luglio 2024 | 29 luglio 2024  |
| 8  | The Queen Who Ever Was      | La regina che non fu             | 4 agosto 2024  | 5 agosto 2024   |

## Un figlio per un figlio
- Titolo originale: A Son for a Son
- Diretto da: Alan Taylor
- Scritto da: Ryan Condal

### Trama
Alla Barriera Lord Cregan Stark promette al principe Jacaerys 2 000 veterani in supporto a sua madre Rhaenyra, la quale nel frattempo ha abbandonato Roccia del Drago e si è recata a Capo Tempesta per recuperare i resti di Arrax e di suo figlio Lucerys. Daemon vuole vendicare l'omicidio del principe e chiede l'aiuto di Rhaenys per uccidere Aemond e il suo drago Vhagar, ma lei non lo supporta nel suo piano, sottolineando che non possono agire senza l'ordine di Rhaenyra. Ad Approdo del Re, Aegon II cerca di essere un buon re, ma suo nonno Otto vuole renderlo più cauto nell'accogliere le richieste della gente comune, affamata dopo che i Velaryon hanno occupato il Gullet e messo la città sotto blocco navale. Rhaenyra ritorna a Roccia del Drago e annuncia ai suoi alleati che vuole vendetta sul fratellastro Aemond, dopodiché tiene un funerale simbolico per Lucerys.
Mysaria, sopravvissuta all'incendio nel suo bordello, arriva a Roccia del Drago e viene arrestata per tradimento, ma Daemon le promette la libertà in cambio del suo aiuto nel trovare due assassini ad Approdo del Re. Decide di intrufolarsi lui stesso nella capitale e corrompe un ammazzatopi, Formaggio, e una guardia cittadina, Sangue, affinché entrino nella Fortezza Rossa e uccidano Aemond. I due si intrufolano nel castello attraverso una serie di passaggi, fino a raggiungere le stanze del principe, ma senza trovarlo. Mentre Sangue perlustra i corridoi, Formaggio trova Helaena nella cameretta dei suoi due figli gemelli, Jaehaerys e Jaehaera. I due minacciano di morte la regina che, sotto shock, indica loro il letto del piccolo Jaehaerys: il principino viene quindi assassinato ed Helaena scappa dalla stanza portando con sé sua figlia. Sconvolta, Helaena raggiunge le camere di sua madre Alicent, trovandola a letto con Criston Cole. A quel punto, Helaena comunica la notizia dell'omicidio del bambino.
- Durata: 56 minuti
- Altri interpreti: Paul Kennedy (Lord Jasper Wylde), Luke Tittensor (Ser Arryk Cargyll), Elliott Tittensor (Ser Erryk Cargyll), Anthony Flanagan (Ser Steffon Darklyn), Max Wrottesley (Ser Lorent Marbrand), Phil Daniels (Maestro Gerardys), Jamie Kenna (Ser Alfred Broome), Nicholas Jones (Lord Bartimos Celtigar), Michael Elwyn (Lord Simon Staunton), James Dreyfus (Lord Gormon Massey), Sam C. Wilson (Sangue), Mark Stobbart (Formaggio), Barney Fishwick (Ser Martyn Reyne), Ralph Davis (Ser Leon Estermont), Tok Stephen (Ser Eddard Waters), Rasmus Hardiker (Jerard), James Craven (candidato dei Guardiani della Notte), Tom Lorcan (capitano degli Stark), Sacha Vodegel Matzen (coppiere), Graeme Dalling (pescatore nella Baia), Oscar Eskinazi (Principe Joffrey Velaryon), Sophie Ablett, Roderick Hill (capitano della gilda), Shane Stevenson (serva nella Fortezza Rossa), Calum Maclean.
- Ascolti USA: telespettatori 1 325 000 – rating 18-49 anni 0,44%[4]

## Rhaenyra la crudele
- Titolo originale: Rhaenyra the Cruel
- Diretto da: Clare Kilner
- Scritto da: Sara Hess

### Trama
L'omicidio del principe Jaehaerys provoca il caos: Aegon riunisce frettolosamente il suo Concilio Ristretto, progettando vendetta sulla sua sorellastra, anche se Lord Jasper tira in ballo la possibilità che possa essere innocente. Otto suggerisce un funerale solenne per offuscare l'immagine di Rhaenyra, malgrado la riluttanza di Alicent e l'opposizione di Aegon e Helaena. Nel corteo, un araldo annuncia al popolo le azioni di Rhaenyra la Crudele; Alicent ed Helaena ricevono le condoglianze della gente. Sangue viene catturato, e prima di morire confessa a Lord Larys che il suo complice era un ammazzatopi.
A Roccia del Drago, Rhaenyra è preoccupata per la sua crescente impopolarità e, resasi conto del coinvolgimento diretto di suo marito nella morte del principino, ha un duro confronto con lui. A questo punto, Daemon vola ad Harrenhal in cerca di altre alleanze. Nel frattempo Aemond, sconvolto dagli eventi recenti, cerca conforto in un bordello.
Ser Criston, nonostante non sia riuscito a proteggere Jaehaerys, ordina a Ser Arryk di dimostrare la sua lealtà uccidendo Rhaenyra a Roccia del Drago. Rhaenyra concede la libertà a Mysaria che, nel recarsi sulla nave a lei destinata, nota la presenza di Arryk. Quest'ultimo riesce a intrufolarsi nel castello fingendosi il suo gemello e raggiunge le camere della regina. Ne segue un furioso duello fra i due fratelli ed Erryk si suicida dopo aver ucciso Arryk sotto gli occhi di Rhaenyra. Aegon fa impiccare pubblicamente tutti gli ammazzatopi, facendo infuriare Otto, che crede che ciò causerà una rivolta popolare. Aegon, dopo una discussione con suo nonno, lo destituisce dal ruolo di Primo Cavaliere del Re e trasferisce il titolo a Criston. Otto, prima di congedarsi da Approdo del Re, condivide con Alicent la speranza di riprendere il controllo su Aegon.
- Durata: 66 minuti
- Altri interpreti: Luke Tittensor (Ser Arryk Cargyll), Elliott Tittensor (Ser Erryk Cargyll), Paul Kennedy (Lord Jasper Wylde), Michael Elwyn (Lord Simon Staunton), Phil Daniels (Maestro Gerardys), Nicholas Jones (Lord Bartimos Celtigar), Anthony Flanagan (Ser Steffon Darklyn), Max Wrottesley (Ser Lorent Marbrand), Jamie Kenna (Ser Alfred Broome), Sam C. Wilson (Sangue), Mark Stobbart (Formaggio), Michelle Bonnard (Sylvi), Barney Fishwick (Ser Martyn Reyne), Ralph Davis (Ser Leon Estermont), Tok Stephen (Ser Eddard Waters), Jordon Stevens (Elinda Massey), Scroobius Pip (annunciatore), Claire Cogan (madre di un ammazzatopi), Nicola Wright (ammazzatopi), Jack Staddon, Jaouhar Ben Ayed (capo dei servitori), Denise Mack (popolana), Stewart Lockwood (contadino di Approdo del Re).
- Ascolti USA: telespettatori 1 301 000 – rating 18-49 anni 0,37%[5]

## Il mulino in fiamme
- Titolo originale: The Burning Mill
- Diretto da: Geeta Vasant Patel
- Scritto da: David Hancock

### Trama
Nelle Terre dei Fiumi, i Bracken e i Blackwood, schierati rispettivamente con i Verdi e con i Neri, ingaggiano una battaglia mortale per una disputa territoriale minore. A Roccia del Drago, Rhaenyra tiene un funerale congiunto per Arryk ed Erryk, e Rhaenys le consiglia di confrontarsi con Alicent per evitare la guerra.
Criston Cole, ora Primo Cavaliere, propone un piano audace per conquistare Harrenhal; tuttavia, Daemon arriva per primo e il castellano Ser Simon Strong giura fedeltà a Rhaenyra. La notte stessa, Daemon ha una visione di una giovane Rhaenyra che cuce la testa di Jaehaerys sul suo corpo. Si risveglia nei cortili del castello e una donna misteriosa predice la sua morte. Alla luce dei recenti eventi, Rhaenyra affida i suoi figli più piccoli a Rhaena con l'ordine di raggiungere la Valle e di rimanere al sicuro; inoltre, le consegna alcune uova di drago, così da garantire il futuro di Casa Targaryen semmai i Neri dovessero cadere. Mysaria diventa la consigliera di Rhaenyra, mentre Aegon nomina Larys il suo Maestro dei Sussurri.
In un bordello, un uomo di nome Ulf afferma di essere un fratellastro bastardo del re Viserys e del principe Daemon mentre Aegon e il suo seguito portano lì un nuovo scudiero. Aegon incontra e schernisce il fratello Aemond mentre è a letto con una prostituta ed infine il principe se ne va contrariato. Nel frattempo Baela, di pattuglia su Danzatore di Luna, avvista la compagine di Cole e fa rapporto a Roccia del Drago.
I consiglieri di Rhaenyra raccomandano la guerra con i draghi, ma la regina decide di seguire il consiglio di Rhaenys e, travestita da septa, si intrufola ad Approdo del Re con una guardia per parlare con Alicent. All'interno del Tempio, Rhaenyra cerca di proporre una via per la pace, nonostante Alicent sia convinta che la guerra sia ormai inevitabile; a questo punto, durante il confronto Rhaenyra capisce come la Regina vedova abbia frainteso le ultime parole di suo padre, re Viserys, in realtà riferite all'antica profezia di Aegon il Conquistatore. Resasi conto del suo grave errore ma non disposta ad ammetterlo, Alicent lascia il Tempio visibilmente scossa.
- Durata: 64 minuti
- Guest star: Milly Alcock (Principessa Rhaenyra Targaryen da giovane).
- Altri interpreti: Paul Kennedy (Lord Jasper Wylde), Luke Tittensor (Ser Arryk Cargyll), Elliott Tittensor (Ser Erryk Cargyll), Anthony Flanagan (Ser Steffon Darklyn), Max Wrottesley (Ser Lorent Marbrand), Phil Daniels (Maestro Gerardys), Jamie Kenna (Ser Alfred Broome), Michael Elwyn (Lord Simon Staunton), Nicholas Jones (Lord Bartimos Celtigar), James Dreyfus (Lord Gormon Massey), Vincent Regan (Ser Rickard Thorne), Michelle Bonnard (Sylvi), Barney Fishwick (Ser Martyn Reyne), Ralph Davis (Ser Leon Estermont), Tok Stephen (Ser Eddard Waters), Jordon Stevens (Elinda Massey), Maddie Evans (Dyana), Rebecca Calder (servitrice di Harrenhal), Tom Cawte (scudiero di ser Criston Cole), Samson Kayo (Mujja), James Doherty (Cley), Dritan Kastrati (mercante di Dorn), Sacha Vodegel Matzen (coppiere), Ryan Kopel (Ser Aeron Bracken), Kieran Burton (Ser Davos Blackwood), Graeme McKnight (Paxter Strong), Paul Valentine (Germund Strong), Sidney Kerr (scudiero di ser Martyn Reyne), Marcus McKinlay, Eddie Eyre (Ser Axell Bulwer), Oscar Eskinazi (Principe Joffrey Velaryon).
- Ascolti USA: telespettatori 1 162 000 – rating 18-49 anni 0,27%[6]

## Il drago rosso e il drago dorato
- Titolo originale: The Red Dragon and the Gold
- Diretto da: Alan Taylor
- Scritto da: Ryan Condal

### Trama
Ad Harrenhal, Daemon continua ad avere visioni sulla giovane Rhaenyra, stavolta nella Sala del Trono con indosso la corona di suo padre: lei lo accusa di tradimento e lui in risposta la decapita. In seguito incontra Alys Rivers, una bastarda al servizio di Casa Strong, che gli spiega come la sua permanenza sia tormentata dalla maledizione che aleggia nella fortezza. Le visioni continuano anche durante una seduta di consiglio, in cui Daemon confonde una coppiera con la sua defunta moglie Laena. Ad Approdo del Re, il Gran Maestro Orwyle prepara ad Alicent un infuso abortivo, dettaglio che non sfugge a Larys durante una visita nella sua camera. Alicent domanda ad Orwyle se Viserys avesse mai espresso un parere sulla propria eredità, ma egli dichiara di non saperlo.
Aegon si indispettisce dopo aver scoperto che Aemond e Criston Cole hanno pianificato, senza consultarlo, una campagna militare che mira ad ignorare temporaneamente Harrenhal e a concentrarsi sulle fortezze delle Terre della Corona, così da tagliare a Roccia del Drago l'appoggio sulla costa. Aegon incontra in seguito la madre Alicent, la quale tuttavia si mostra severa e dura nei suoi confronti e gli suggerisce di non prendere alcuna iniziativa e di affidarsi all'esperienza del Concilio. Cole conduce con successo il sacco di Duskendale, e lì vi decapita lord Darklyn. Gli uomini di Duskendale e Rosby vengono arruolati nell'esercito dei Verdi, costretti a giurare fedeltà in cambio della vita.
Rhaenyra, intanto, fa ritorno a Roccia del Drago e si arrende all'inevitabilità della guerra. Si offre inizialmente per intercettare l'esercito nemico a Riposo del Corvo, ma di fronte all'opposizione del consiglio, incarica Rhaenys, anch'essa offertasi volontaria in sua sostituzione. Timorosa verso le sorti della guerra, Rhaenyra parla con il figlio Jacaerys e, come fece Viserys con lei, gli racconta il sogno di Aegon il Conquistatore. Mentre le forze dei Verdi attaccano Riposo del Corvo, Rhaenys cala dal cielo su Meleys e brucia l'avanscoperta nemica, cadendo senza saperlo nella trappola tesa da Cole, che prevedeva di attirare in battaglia un drago dei Neri per poi farlo abbattere da Aemond e Vhagar, nascosti nei boschi vicini.
Il piano è tuttavia messo a rischio da Aegon che nel frattempo, ubriaco e colmo di frustrazione, ha raggiunto a sorpresa la battaglia con Sole di Fuoco. Ha inizio un terribile scontro tra i due draghi, con Rhaenys che mostra sin da subito la sua superiorità aerea. Poco dopo, alla battaglia si aggiunge l'imponente Vhagar, che su ordine di Aemond attacca sia Aegon che Rhaenys. Aegon e il suo drago, feriti, cadono al suolo, mentre la lotta tra Meleys e Vhagar prosegue senza esclusione di colpi. Alla fine è però Vhagar ad avere la meglio: colpendo dal basso, l'anziano drago azzanna Meleys alla gola trascinandola in volo per metri e metri, fino ad ucciderla. Così, precipitando sulla fortezza sottostante, anche Rhaenys perde la vita. La battaglia si conclude con la vittoria dell'esercito dei Verdi. Dopo lo scontro, Criston Cole raggiunge Aemond, che recupera il prezioso pugnale del defunto padre, nel punto in cui sono precipitati Aegon e il suo drago Sole di Fuoco, scoprendoli ancora vivi, ma gravemente feriti e agonizzanti.
- Durata: 53 minuti
- Guest star: Milly Alcock (Principessa Rhaenyra Targaryen da giovane).
- Altri interpreti: Nanna Blondell (Lady Laena Velaryon), Paul Kennedy (Lord Jasper Wylde), Anthony Flanagan (Ser Steffon Darklyn), Phil Daniels (Maestro Gerardys), Michael Elwyn (Lord Simon Staunton), Max Wrottesley (Ser Lorent Marbrand), Nicholas Jones (Lord Bartimos Celtigar), James Dreyfus (Lord Gormon Massey), Jamie Kenna (Ser Alfred Broome), Barney Fishwick (Ser Martyn Reyne), Ralph Davis (Ser Leon Estermont), Tok Stephen (Ser Eddard Waters), Vincent Regan (Ser Rickard Thorne), Jack Parry-Jones (Ser Willem Blackwood), Archie Barnes (Ser Oscar Tully), Steven Pacey (Lord Gunthor Darklyn), Tom Cawte (scudiero di ser Criston Cole), Rebecca Calder (servitrice di Harrenhal), Kieron Jecchinis (anziano custode del drago), Laurence Saunders (Guardia Reale di Riposo del Corvo), Paul Valentine (Germund Strong), Graeme McKnight (Paxter Strong), Sacha Vodegel Matzen (coppiere), Eddie Eyre (Ser Axell Bulwer).
- Ascolti USA: telespettatori 1 241 000 – rating 18-49 anni 0,33%[6]

## Reggente
- Titolo originale: Regent
- Diretto da: Clare Kilner
- Scritto da: Ti Mikkel

### Trama
Corlys, Rhaenyra e Baela piangono la morte di Rhaenys. Intanto Criston fa sfilare la testa di Meleys per le vie di Approdo del Re come trofeo di guerra e il popolo, ridotto ormai alla fame e allo stremo, lo considera un cattivo presagio. Aegon è sopravvissuto, ma è caduto in coma a causa delle gravi ustioni e ferite, mentre il drago Sole di Fuoco è stato lasciato a Riposo del Corvo in fin di vita. Criston si rifiuta di raccontare ad Alicent, sospettosa nei confronti del figlio Aemond, cosa sia realmente accaduto durante la battaglia.
Viste le condizioni del sovrano, è necessario che qualcuno sostituisca il Re per farne le veci. Il Concilio Ristretto rifiuta Alicent come reggente, nonostante la sua esperienza, e con l'appoggio di Cole nomina invece Aemond, benché tutti siano a conoscenza della natura impetuosa del principe. Aemond prende subito in mano la situazione ordinando di chiudere le porte della città per impedire ai cittadini di fuggire. Tra di essi vi è anche Hugh che insieme alla sua famiglia, disperati per la mancanza di cibo, voleva abbandonare la capitale. A Nido dell'Aquila, Lady Jeyne Arryn ammette a Rhaena che avrebbe voluto un drago adulto per proteggere la Valle, piuttosto che i due giovani draghi inviati da Rhaenyra.
Lady Baela, intanto, fa ricevere a suo nonno Lord Corlys la spilla del Primo Cavaliere, da parte di Rhaenyra. Alle Torri Gemelle, Jacaerys ottiene la fedeltà dei Frey in cambio di Harrenhal. Mysaria suggerisce a Rhaenyra di mandare una spia ad Approdo del Re per rimanere aggiornati sugli eventi nella città. Ad Harrenhal, Daemon, che continua ad avere inspiegabili e macabre visioni, dichiara che regnerà come re una volta formato un esercito abbastanza grande; manda i Blackwood a devastare le terre dei Bracken pretendendo la loro fedeltà, ma Alys critica la sua insensibilità nei confronti della povera gente e i signori dei fiumi si rifiutano di inginocchiarsi rinfacciandogli le sue atrocità. Rhaenyra lamenta la mancanza di cavalieri per Vermithor e Ali d'Argento, gli unici draghi abbastanza grandi e forti da sfidare Vhagar; a quel punto Jacaerys suggerisce alla madre di cercare in altre nobili casate delle persone di discendenza Valyriana.
- Durata: 60 minuti
- Altri interpreti: Nanna Blondell (Lady Laena Velaryon), Paul Kennedy (Lord Jasper Wylde), Anthony Flanagan (Ser Steffon Darklyn), Phil Daniels (Maestro Gerardys), Max Wrottesley (Ser Lorent Marbrand), Nicholas Jones (Lord Bartimos Celtigar), Jamie Kenna (Ser Alfred Broome), James Dreyfus (Lord Gormon Massey), Amanda Collin (Lady Jeyne Arryn), Michelle Bonnard (Sylvi), Vincent Regan (Ser Rickard Thorne), Jordon Stevens (Elinda Massey), Maddie Evans (Dyana), Barney Fishwick (Ser Martyn Reyne), Ralph Davis (Ser Leon Estermont), Tok Stephen (Ser Eddard Waters), Paul Valentine (Germund Strong), Graeme McKnight (Paxter Strong), Jack Parry-Jones (Ser Willem Blackwood), Tim Faraday (Lord Amos Bracken), Aedan Day (Ser Raylon Bracken), Kenneth Collard (Lord Forrest Frey), Sarah Woodward (Lady Sabitha Frey), Emeline Lambert (Principessa Alyssa Targaryen), Alistair Brammer (Cappa Dorata), Aaron Hodgetts (apprendista di Hugh), Tracey-Anne Liles (signora), Ted Reilly (contadino di Approdo del Re), Antonio Magro (Lord Piper), John-Paul Hurley (Lord Darry), Anna Francolini (Lady Mallister), Turlough Convery (Lord Walys Motoon), Eddie Eyre (Ser Axell Bulwer).
- Ascolti USA: telespettatori 1 234 000 – rating 18-49 anni 0,33%[6]

## Il popolo
- Titolo originale: Smallfolk
- Diretto da: Andrij Parekh
- Scritto da: Eileen Shim

### Trama
Jason Lannister guida il suo esercito alla Zanna Dorata e chiede al suo vassallo Humfrey Lefford di inviare ad Aemond un corvo chiedendo un incontro, che viene rifiutato con fermezza dal Principe Reggente. Aemond vuole che Tyland si allei con la Triarchia per rompere il blocco dei Velaryon, così ordina a Criston di marciare nuovamente su Harrenhal per sottrarla allo zio Daemon e infine congeda a sorpresa sua madre Alicent dal Concilio Ristretto. Nella speranza di avere più cavalieri di draghi, Rhaenyra offre a Ser Steffon Darklyn, una guardia reale di discendenza valyriana, la possibilità di provare a domare Mare Infuocato; tuttavia il cavaliere viene incenerito e il drago fugge dall'isola.
Ad Harrenhall Daemon cade vittima di altre visioni, questa volta su suo fratello Viserys, rimanendone scosso al punto da iniziare a dubitare della lealtà di Simon Strong. Daemon vuole andarsene, ma Alys gli consiglia di aspettare e non fare nulla, prevedendo che le cose potrebbero cambiare nel giro di pochi giorni. Il re Aegon, costretto all'immobilita e pesantemente sedato, confessa ad Aemond che non ha memoria della battaglia: il Principe Reggente è lieto nell'apprendere che la  convalescenza del re sarà molto lunga. Gwayne rassicura sua sorella minore Alicent che il suo figlio più giovane, Daeron Targaryen, è cresciuto a Vecchia Città come un giovane gentile, a differenza dei suoi due fratelli maggiori. Corlys intanto nomina Alyn primo ufficiale della sua nave ammiraglia, mentre suo fratello, Addam, viene successivamente inseguito da Mare Infuocato.
Le spie di Mysaria ad Approdo del Re riescono a diffondere voci secondo cui i reali vivono nel lusso mentre la gente comune muore di fame e vive tra gli stenti. Mysaria invia barche cariche di cibo con lo stemma dei Neri ad Approdo del Re, ottenendo le lodi aperte della gente per Rhaenyra. I popolani infatti cominciano a ribellarsi con violenza contro gli Hightower e manifestano liberamente il desiderio che sia invece Rhaenyra a diventare Regina: Alicent ed Helaena, in visita al Grande Tempio, vengono prima assalite e poi quasi uccise durante una rivolta popolare. A Roccia Del Drago Mysaria racconta a Rhaenyra del suo passato di abusi sessuali e del motivo per cui le rimane fedele, avendo ottenuto da lei il rispetto e la gentilezza da sempre desiderati; la Regina è commossa dalle parole di Mysaria e le due si baciano. Dopo aver saputo che Mare Infuocato ha trovato un nuovo cavaliere Rhaenyra, preoccupata che il drago possa essere finito in mano ai Verdi, parte sul suo drago Syrax per affrontarli.
- Durata: 64 minuti
- Guest star: Paddy Considine[7] (Re Viserys I Targaryen).
- Altri interpreti: Siân Brooke (Regina Aemma Arryn), Paul Kennedy (Lord Jasper Wylde), Anthony Flanagan (Ser Steffon Darklyn), Nicholas Jones (Lord Bartimos Celtigar), Phil Daniels (Maestro Gerardys), Max Wrottesley (Ser Lorent Marbrand), James Dreyfus (Lord Gormon Massey), Vincent Regan (Ser Rickard Thorne), Daniel Fathers (Lord Humfrey Lefford), Amanda Collin (Lady Jeyne Arryn), Michelle Bonnard (Sylvi), Maddie Evans (Dyana), Barney Fishwick (Ser Martyn Reyne), Ralph Davis (Ser Leon Estermont), Tok Stephen (Ser Eddard Waters), Rebecca Calder (custode del drago), Kieron Jecchinis (anziano custode del drago), Clive Brunt, Graeme McKnight (Paxter Strong), Paul Valentine (Germund Strong), Tom Clegg (passante di Approdo del Re), Jack Staddon, Erica Ford (ancella), Erwan Sion (raccoglitore di vongole), Oscar Eskinazi (Principe Joffrey Velaryon).
- Ascolti USA: telespettatori 1 297 000 – rating 18-49 anni 0,32%[6]

## La semina rossa
- Titolo originale: The Red Sowing
- Diretto da: Loni Peristere
- Scritto da: David Hancock

### Trama
Sulla spiaggia di Roccia del Drago Rhaenyra affronta Addam, che le giura fedeltà come cavaliere di draghi. Sconvolta dopo essere stata rimossa dal Concilio Ristretto, Alicent cerca rifugio nel Bosco del Re per evitare la corte. Larys spinge il Gran Maestro Orwyle ad accelerare la guarigione di Aegon, nonostante gli causi un dolore estremo.
Alla Valle, mentre lascia il castello degli Arryn con i giovani principi, Rhaena si allontana per cercare il drago che vi risiede. Mysaria suggerisce a Rhaenyra di cercare i "semi di drago" dei Targaryen nei bordelli di Approdo del Re, i figli bastardi di sangue Targaryen. Ad Harrenhall, ora Lord Supremo delle Terre dei Fiumi, Oscar Tully presta fedeltà a Daemon, ma spinto dal dissenso dei Signori dei Fiumi, Oscar dichiara di detestare il comportamento nefasto di Daemon e gli chiede di fare ammenda: Daemon quindi giustizia Lord Blackwood per aver massacrato i Bracken. Poco dopo Daemon vede il fantasma in putrefazione di Viserys, che gli chiede se voglia davvero addossarsi il peso della corona.
Jacaerys affronta Rhaenyra, sostenendo che i cavalieri di draghi bastardi potrebbero indebolire i Targaryen e minacciare la sua successione, soprattutto considerando i suoi capelli scuri ereditati dal padre biologico Harwin Strong. Rhaenyra affida a Elinda, una delle sue dame di compagnia, il compito di radunare i bastardi Targaryen, che vengono accompagnati da Corlys a Roccia del Drago per essere "presentati" ai draghi perché accettino la loro cavalcatura: Vermithor é ostile e dà fuoco a molti contendenti, ma Hugh riesce a farsi accettare e a riuscire a reclamarlo; nel frattempo Ulf, incontrato casualmente Ali d'Argento, viene inaspettatamente accettato dal drago e, euforico, svetta sopra Approdo del Re, portando il panico in città e Aemond e Vhagar all'inseguimento. Aemond insegue Ulf fino a Roccia del Drago finché viene costretto a ritirarsi di fronte a Rhaenyra in piedi con Syrax, Vermithor e Ali d'Argento dietro di lei.
- Durata: 60 minuti
- Guest star: Paddy Considine[7] (Re Viserys I Targaryen).
- Altri interpreti: Paul Kennedy (Lord Jasper Wylde), Phil Daniels (Maestro Gerardys), Max Wrottesley (Ser Lorent Marbrand), Nicholas Jones (Lord Bartimos Celtigar), James Dreyfus (Lord Gormon Massey), Vincent Regan (Ser Rickard Thorne), Amanda Collin (Lady Jeyne Arryn), Jordon Stevens (Elinda Massey), Jack Parry-Jones (Ser Willem Blackwood), Archie Barnes (Lord Oscar Tully), Barney Fishwick (Ser Martyn Reyne), Tok Stephen (Ser Eddard Waters), Samson Kayo (Mujja), James Doherty (Cley), Rebecca Calder (custode del drago), Kieron Jecchinis (anziano custode del drago), Tim Faraday (Lord Amos Bracken), Aedan Day (Ser Raylon Bracken), Antonio Magro (Lord Petyr Piper), John-Paul Hurley (Lord Darry), Anna Francolini (Lady Mallister), Turlough Convery (Lord Walys Motoon), Alistair Brammer (Cappa Dorata), Robert Rhodes (Denys l'Argenteo), Parker Lapaine (seme di drago), Tim Potter (pescatore).
- Ascolti USA: telespettatori 1 220 000 – rating 18-49 anni 0,27%[6]

## La regina che non fu
- Titolo originale: The Queen Who Ever Was
- Diretto da: Geeta Vasant Patel
- Scritto da: Sara Hess

### Trama
Furioso e umiliato per la rivendicazione da parte dei Neri di Vermithor e Ali d'Argento, Aemond dà fuoco alla città di Punta Acuminata. Corlys rinomina la "Serpente di Mare" in onore della defunta moglie, ribattezzandola "La Regina che Non Fu", e tenta di stringere il proprio legame con Alyn, suo figlio bastardo, il quale non vuole saperne di lui a causa della sufficienza forzata con cui si è visto trattare dal padre per tutta la vita. Nella Valle, Rhaena vaga senza meta, assetata e affamata, fino a quando si imbatte casualmente nel drago Ladro di Pecore.
A Roccia del Drago Rhaenyra e Jacaerys approfondiscono la conoscenza dei nuovi cavalieri di drago e mostrano irritazione per il comportamento irriverente e superficiale di Ulf. Corlys informa Rhaenyra che gli eserciti Lannister e Hightower si sono messi in marcia, e che dunque il suo vantaggio ha i giorni contati: deve attaccare Approdo del Re il prima possibile.
Ad Approdo del Re Aemond è sempre più dispotico e tenta di riequilibrare le forze in campo imponendo ad Helaena di scendere in battaglia con il suo drago, Sogno di Fuoco. Lei tuttavia si rifiuta, non volendo arrecare danno ad alcuno. Aegon nutre desideri di vendetta verso il fratello, ma Larys, consapevole della minaccia che incombe sulla capitale, lo frena e organizza la sua fuga temporanea verso Braavos.
Nuove alleanze intanto si stringono: Tyland Lannister, inviato a Tyrosh dal Concilio Ristretto, negozia con la Triarchia allo scopo di ottenere una flotta di galee da guerra per spezzare il blocco del Gullet imposto dai Velaryon. In cambio, le Stepstones passeranno sotto il controllo del Regno delle Tre Figlie. Inoltre, Tyland deve ottenere l'approvazione di Lohar, comandante della flotta, sconfiggendola in una lotta nel fango. Riuscendovi, egli ottiene l'accordo e le simpatie della comandante.
Ad Harrenhal sir Alfred Broome, inviato da Rhaenyra per assicurarsi in merito ai progressi di Daemon, ma deluso dalla sovrana, si offre al suo consorte affermando che il regno ha bisogno di un re, e non di una regina. Simon Strong origlia la conversazione e invia un corvo a Rhaenyra per informarla del possibile tradimento. Rhaenyra e Addam volano quindi ad Harrenhal. Quella notte, Daemon viene condotto da Alys al cospetto di un Albero-Diga e lì ha una visione: il sogno di Aegon il Conquistatore è più di una profezia, è il destino della storia di Westeros, che attraversa i secoli e culmina nella minaccia del Re della Notte e nella speranza del Principe che Fu Promesso. Daemon vede quindi Rhaenyra sul Trono di Spade ed Helaena che gli rivela la sua parte in questo disegno, e rinuncia alle sue velleità regali. La stessa Helaena, nella capitale, sta partecipando alla visione, e poco dopo annuncia ad Aemond, venuto nuovamente a minacciarla, la sua morte futura presso l'Occhio degli Dei. Daemon si inchina così a Rahenyra di fronte ai soldati delle Terre dei Fiumi, mettendo in fuga Alfred e sancendo pubblicamente la sua lealtà alla regina.
Tornata a Roccia del Drago, Rhaenyra riceve la visita a sorpresa di Alicent, che ha raggiunto l'isola grazie ad Orwyle. Esausta e rassegnata, Alicent offre alla sua vecchia amica la possibilità di conquistare il trono in cambio della sua vita e di quella di sua figlia e di sua nipote, indicandole il momento migliore per attaccare Approdo del Re, ovvero pochi giorni dopo, quando Aemond si allontanerà con Vhagar  per raggiungere Cole nelle Terre dei Fiumi. Rhaenyra risponde che comunque dovrà avere la testa di Aegon per consolidare la propria posizione.
La macchina della guerra, intanto, si è messa in moto irreversibilmente. Mentre le navi della Triarchia veleggiano verso il Condotto, l'armata Hightower marcia dall'Altopiano guidata da Daeron in sella a Tessarion, l'esercito Stark attraversa il guado alle Torri Gemelle e gli uomini dell'Ovest, al seguito di Jason Lannister, raggiungono la Forca Rossa. La Danza dei Draghi sta per raggiungere la sua fase più cruenta.
- Durata: 66 minuti
- Altri interpreti: Paul Kennedy (Lord Jasper Wylde), Phil Daniels (Maestro Gerardys), Max Wrottesley (Ser Lorent Marbrand), Jamie Kenna (Ser Alfred Broome), Vincent Regan (Ser Rickard Thorne), Antonio Magro (Lord Petyr Piper), Abigail Thorn (Sharako Lohar), Jordan Long (capitano di Lys), Ben Turner (capitano di Tyrosh), Steven Meo (capitano di Myr), Daniel Fathers (Lord Humfrey Lefford), Joshua Ben-Tovim (Lord Brynden Rivers), Tom Cawte (scudiero di ser Criston Cole), Eddie Eyre (Ser Axell Bulwer).
- Ascolti USA: telespettatori 1 471 000 – rating 18-49 anni 0,43%[6]